# Еуфемия де Рос
Еуфемия де Рос (на английски: Euphemia de Ross; † 1386) е шотландска кралица – втора съпруга на крал Робърт II Стюарт.

## Биография
Дъщеря е на графа на Рос Хю и втората му съпруга Маргарет де Граам.
Първоначално Еуфемия е омъжена за Джон Рандолф, трети граф на Морей, но бракът им не оставя наследници. Рандолф умира през 1346 г. и Еуфемия остава вдовица в продължение на девет години. През 1355 г. Еуфемия се омъжва за Робърт Стюарт, внук по майчина линия на шотландския крал Робърт I.
През 1371 г. Робърт наследява шотландската корона от вуйчо си Дейвид II, Еуфемия е обявена за кралица на Шотландия, каквато остава цели петнадесет години.

## Деца
От Робърт Еуфемия има пет деца:
- Дейвид Стюарт (1356 – ?)
- Уолтър Стюарт (1360 – 1437)
- Маргарет Стюарт
- Елизабет Стюарт
- Егидия Стюарт